# Nephodia pardata
Nephodia pardata är en fjärilsart som beskrevs av Paul Dognin 1893. Nephodia pardata ingår i släktet Nephodia och familjen mätare. Inga underarter finns listade i Catalogue of Life.